# トゥーラーン

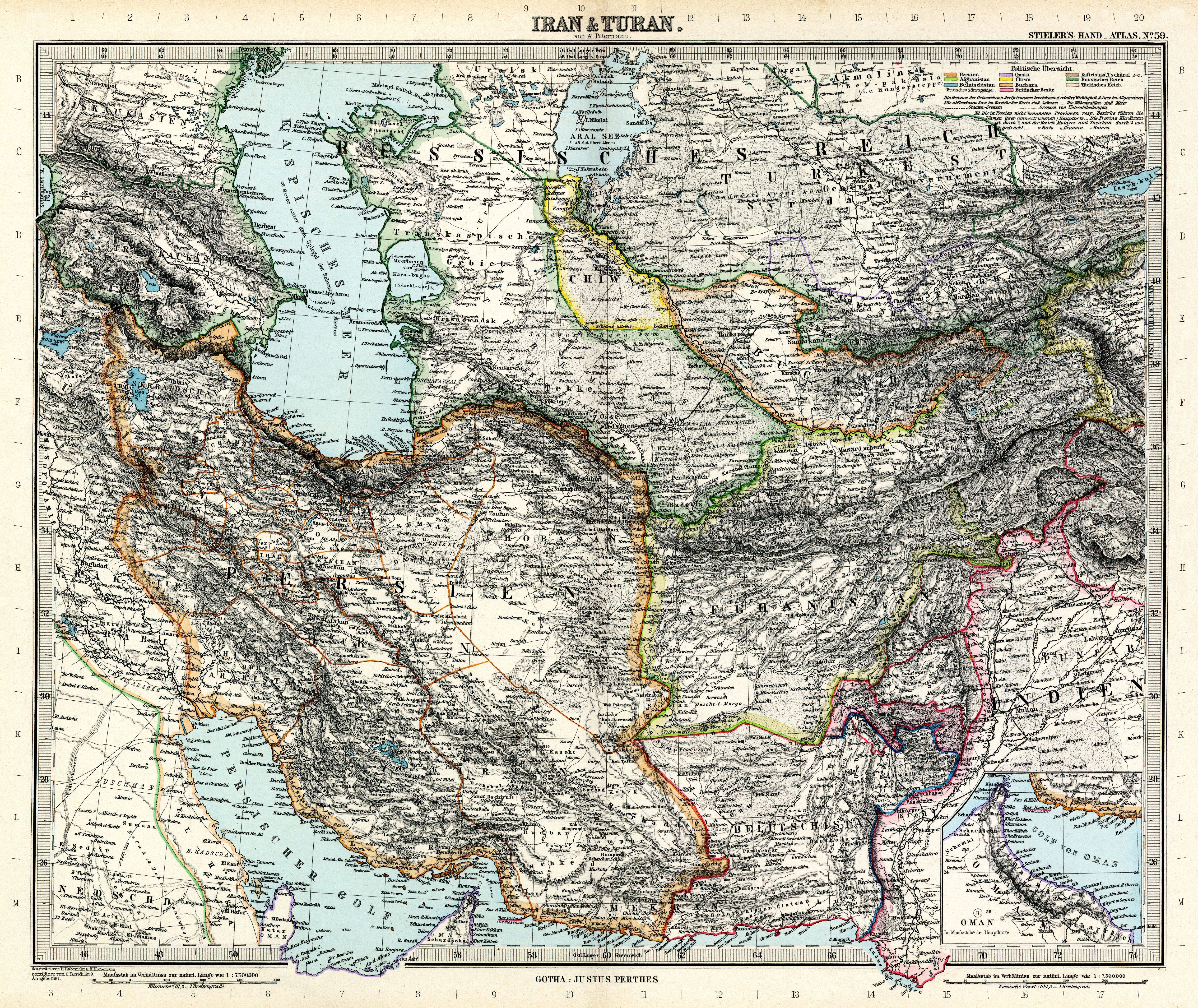
ガージャール朝時代にアドルフ・シュティーラーにより描かれたイーラーンとトゥーラーンの地図

トゥーラーン (ラテン文字: Tūrān, ペルシア語: توران) またはツランは、ペルシア語で中央アジア付近の地域のこと。

## 概要
トゥーラーンとはイラン神話の登場人物トゥールに由来し、トゥールの土地という意味である。またトゥーラーン人はアムダリヤ川以北に住む民族で、イラン人と対比される民族である。トゥーラーン人はゾロアスター教の根本教典『アヴェスター』に登場するので、紀元前15世紀頃には居たようである。古代のトゥーラーン人はイラン系民族だったが、6世紀頃から7世紀ごろ、アムダリヤ川の北に居るテュルク系民族を指す様になった。11世紀に書かれた『シャー・ナーメ』でもイラン神話を踏襲しつつも、文化的にはトゥールはテュルク系民族としており、中央アジアで古代のイラン人とつながりのないテュルク化が徐々に進んだという説もある。20世紀の西洋ではトゥーラーンは中央アジアを指すようになり、アルタイ諸語及びウラル語族（現在は支持されていないが、当時はウラル・アルタイ語族と呼んだ）系民族を表すイデオロギー的な用語として使用された。トゥーラーンは人名としても使用され、中東地域で一般的に見られる姓である。ジャコモ・プッチーニのオペラ「トゥーランドット」もこれに由来する。

## 用語

### 古代文学

#### アヴェスター
トゥーラーン人に関し現存する最古の記録は約2,500年前（言語学者推定）に構成されたアヴェスターのフラワシのヤシュトに見られる。「アヴェスター」には様々な部族の名前が記されており、彼らは互いに近い地域に暮らしていた。Gherardo Gnoli教授によれば、ヤシュト人、アーリア人、トゥーラーン人、Sairimas、Sainus、Dahisは繰り返し現れるイラン系民族である。アヴェスターの賛美歌によれば、形容詞形であるトゥールヤー（Tūrya）はFraŋrasyan（シャー・ナーメではアフラースィヤーブと表記）のようなゾロアスター教の様々な敵と関連性がある。トゥールヤーという単語はガーサースには1回しか現れないが、アヴェスターの後半部分には20回も登場する。
トゥーラーン人はアヴェスターにおいて、SairimasやSainus、Dahisよりもより重要な役割を担っている。ゾロアスター自身はアーリア人に広く受け入れられたが、彼は周辺地域の他の部族にも説法をして回っていた。
メアリー・ボイスによれば、フラワシのヤシュト（143-144節）では、アーリア人（彼ら自身のことをアヴェスター人と呼んだ）の間だけでなくトゥーラーン人、Sairimas、Sainus、Dahisの間でも、正しい男女のフラワシが褒め称えられている。また、彼らの個人名にはイラン系民族の特徴が見られる。トゥーラーン人とAiryaの間の敵対はフラワシのヤシュト（vv. 37-8）でも示されており、そこではフラワシはトゥーラーン人の集団に似たDanusに対する戦争の援助を提供していると言われている。従って、アヴェスターでは、ゾロアスター教を信仰するようになったトゥーラーン人もいれば、拒否した者もいた。
ゾロアスター教の古代の拠点と同様に、トゥーラーンの正確な地理や場所は不明である。アヴェスター後の伝統においては、トゥーラーン人はアムダリヤ川以北の地域に住んでいたと考えられており、アムダリヤ川はトゥーラーン人とイラン人を分け隔てていた。イラン人との絶え間ない抗争に見られる彼らの存在は、独立した国家や祖国の誇り、防衛に血を流す覚悟としてイラン人の定義を定める役割も担った。アヴェスターやシャー・ナーメに見られるトゥーラーン人の一般的な名前にはアフラースィヤーブやアグラエスラ（Aghraethra）、ビデラフシュ（Biderafsh）、アルジャスパ（Arjaspa）、ナムフワスト（Namkhwast）が含まれる。アヴェスターに現れるものを含めたイラン系民族の名前はアヴェスターに現れる個人名の語源に関した概説書「Iranisches Personennamenbuch, I: Die altiranischen Namen. Faszikel l, Die Avestischen Namen」の中で、Mayrhofer教授により研究されている。

#### サーサーン朝後期と初期イスラム帝国時代
歴史における、遊牧系民族による北東部の境界への継続的な侵入によりトゥーラーン人の記憶が生き続けることとなった。6世紀後、他の部族により西へと追いやられたテュルク系民族はイラン系民族と近接して暮らすようになり、トゥーラーン人と認識された。テュルク系民族をトゥーラーン人と識別するようになったのは7世紀前半頃とされている。テュルク系民族は6世紀にイラン系民族と初めて接触した。
C.E. Boseworthは以下のように述べている。
イスラム時代初期、ペルシア人はホラーサーン北東部と、フェルドウスィーのシャー・ナーメではフェリドゥーンの息子トゥールに割り当てられた土地とみなされていた、トゥーラーンの地域にあるアムダリヤ川より手前にあるすべての土地を自分たちの土地と考える傾向にあった。トゥーラーンの住民にはテュルク系民族が含まれていた。彼らはイスラム帝国建設以降の4世紀の間は本質的にヤクサルテス川を超えた地域で遊牧生活を送っていた人々であり、彼らの領土をさらに超えた地域には中国人が住んでいた (Kowalski, Minorskyの「Turan」を参照)。その後トゥーラーンは民族的、地理的用語として使用されるようになったが、この用語には常に曖昧さや矛盾が含まれていた。これは、イスラム帝国時代を通してトゥーラーンの土地はアムダリヤ川を超えるとすぐの地域であり、同時にその下流域はソグディアナ人やホラズム人のような、テュルク系民族ではなくイラン系民族である人々の故郷であったという事実から生じている。
テュルクという単語とトゥーラーン人という単語はイスラム帝国時代にほぼ同義語として使用されるようになった。シャー・ナーメ（王の書）では2つの用語を同等なものとして使用している。Tabariやハキーム・イーラーンシャーを含む他の作家もこれに続いている。はっきりとした例外としてアラブの歴史家アブル＝ハサン・アリー・イブン・マスーディー（Abl-Hasan Ali ibn Masudi）がおり、彼は「アフラースィヤーブはテュルクの土地において誕生しており、歴史家や非歴史家が彼をテュルク人であるとみなす誤りを犯すのはこれが理由である。」と述べている。10世紀までに、アフラースィヤーブの神話はカラハン朝に取り入れられた。サファヴィー朝時代には、シャー・ナーメから続く使用法の伝統により、トゥーラーンという用語はサファヴィー朝と対立するウズベク・ハン国の領域を指す用語として用いられた。
複数の言語学者が、トゥーラーンという単語はインド・イラン語派の語根トゥーラ（tura、強い、速い、剣（パシュトー語）を意味する）に由来していると述べており、パシュトー語でトゥーラーン（thuran）は「剣士」を意味する。他の関連として、古ペルシア語でトル （tor、闇や黒を表す）が指摘されており、これは新ペルシア語の「タール（tār）、パシュトー語のトル（thor）」との関連性がある。このケースでは、アールヤー（Ārya）に暮らすゾロアスターの「明るい」文明と対比して、中央アジアの遊牧民の文明を「昏い」文明であると表現するために用いられたと考えられている。

#### シャー・ナーメ
ペルシアの叙事詩シャー・ナーメでは、イーラーンがアールヤー（Ārya）の土地を意味するように、トゥーラーンという単語（トゥールヤー 、Tūryaの土地を意味する）はイラン東部の境界、アムダリヤ川の対岸より先に居住する住民を表していた。シャー・ナーメに収録されている創世神話によれば、フェリドゥーン王は3人の息子を儲けた、サルムとトゥール、イーラジュであり、彼らは世界を三分し、小アジアはサルムにトゥーラーンはトゥールに、 イーラーンはイーラジュに与えられた。兄2人は1番年下の弟を殺害したが、彼らは弟の孫により復讐され、イーラーンの支配者となった。しかし、シャー・ナーメでは戦争は世代を超えて継続されたと記されており、トゥーラーンという単語は約150回使用され、イーラーンという単語は約750回使用されている。
シャー・ナーメには以下の文が記されている。
نه خاکست پیدا نه دریا نه کوه

ز بس تیغداران توران گروه
トゥーラーン軍の剣士の多くは

砂、海、山脈を見たことがない人々だ。
تهمتن به توران سپه شد به جنگ

بدانسان که نخجیر بیند پلنگ
力強い肉体を持ったロスタムはトゥーラーン軍との戦いに赴いた、

獲物を見つけたヒョウのごとく。

### 近代文学

#### 地理
20世紀初頭より、トゥーラーンという単語は西洋諸国の言語において中央アジアを表す一般的な用語として使用されてきた。トゥーラン・プレーンやトゥラン低地は 中央アジアの一部を表す地理学用語である。

#### 言語
現在はほとんど使用されていないトゥーラーン人という用語は以前はヨーロッパ人、特にドイツ人、ハンガリー人、スロバキア人の民族学者、言語学者、ロマン主義者により非インド・ヨーロッパ語族、非セム語派、非ハム諸語の言語。特にアルタイ語族、ドラヴィダ語族、ウラル語族、日本語、朝鮮語、その他の言語を話す人々を表す語として使用されていた。
フリードリヒ・マックス・ミュラーは、トゥーラーン人の言語系統を異なる語派に分類した。北部もしくはウラル・アルタイ系統としてツングース諸語、モンゴル語、テュルク諸語、サモエード諸語、バルト・フィン諸語に、南部方言としてタミル語、カンナダ語、テルグ語、マラヤーラム語などのドラヴィダ語族を分類した。コーカサス諸語はトゥーラーン語族からの派生言語に分類された。これらはミュラーの仮説であり、現行の言語学上の分類とは異なる。ミュラーは中国語は北部と南部どちらに属するかということも考察の対象とした。
ドラヴィダ語族、ウラル語族、アルタイ語族の間の主な関連性は類型的なものであると考えられている。ブリタニカ百科事典によれば、「言語の歴史的な研究において考察された語族については、文法構造に見られるある種の支配的な特徴を共有していることを挙げることで、極端に独立した言語分類と混同するべきではない」。現代の言語は類型的な特徴ではなく比較言語学的な方法に基づいて分類されている。ブリタニカ百科事典によれば、マックス・ミュラーの分類は、類似性の指摘が容易であったセム語派の場合にはほぼ成功しているが、初期の言語起源を仮定のみに基づいて同定したトゥーラーンの人々の言語においてはほとんどといっていいほど機能していない。トゥーラーン人という単語は言語分類を主とする学術会合ではもはや使用されていない。19世紀ヨーロッパ文学ではトゥーラーン人として話者区分を行ったウラル語族とアルタイ語族の間の関連性もまた不確かである。

#### イデオロギー
ヨーロッパの見地からの研究では、トゥーラーンやトゥーラーン人という単語はある特定の精神面を表すことを企図して使用されており、例として都市化された農業文明に対する遊牧民的生活を指すという物がある。この使用法はトゥールヤーというゾロアスター教の概念との関連性が指摘されている。トゥールヤーは言語的、民族的な区分を目的とした単語ではなく、ゾロアスター教の教義に則った文明を認めない異教徒を指す言葉であった。
自然人類学の見地からは、トゥーラーン人の精神という概念は文化的な論争の余地が認められる。1838年、学者のJ.W. Jacksonはトゥーラーン人種を以下の形で表現した。
トゥーラーン人は物質の力が人格化したものである。彼らは最大集団の発展の中にあっては単なる1個の男にすぎない。彼らは本質的に野蛮ではないものの、根本的に蛮族である。彼は手が直接口に結びつくような獣同然の生活をしているわけではないが、真なる人間の持つモラルや知性を完全には持ち合わせていない。彼は労働し貯蓄を行うことができるが、コーカサス人のように考察したり志を抱くことはない。これら優れた人間生活の2大要素が欠けていることで、彼はその能力以上に想念に欠損がある。後者においては、彼は着想の創造よりも知識の習得に貢献するような人々に提供される。
イランの愛国主義的な詩人モハンマド＝タギー・バハールによると、トゥーラーンという名前はアヴェスターのTau-Raodanに由来しており、これは川の遥か彼方を意味する（この表現に現れる「川」はアムダリヤ川を指すと考えられる）。 バハールはテュルクという単語は中世ペルシア語で「戦士」や「騎手」を意味するテュールーク（Turuk）に由来しているとも語っている。
ポーランドの哲学者フェリクス・コネチュニは「トゥーラーン文明」という独自の文明が存在すると主張しており、この文明はテュルク系民族とロシア人のようなスラヴ系民族を包括している。この文明の特徴として軍国主義、反知性主義、支配者への絶対服従を挙げている。コネチュニはこの文明はラテン系民族（西ヨーロッパ）の文明に本質的に劣ると見ている。

#### 政治
衰退期にあったオスマン帝国では、トゥーラーン人という単語はトルコの愛国主義者により汎テュルク主義（別名：トゥーラーン主義）というイデオロギーとして使用された。現代において、トゥーラーン主義はトルコの政党である民族主義者行動党（MHP）のイデオロギーの重要な側面を形成しており、党員は灰色の狼として知られている。
現代においてトゥーラーン人という単語は時に汎アルタイ主義（理論上はテュルク系民族に加えて満州民族やモンゴル人を含み、日本人や朝鮮民族を含むこともある）として使用されることが有るが、汎アルタイ主義を全面に押し出した政治組織はまだ存在していない。

#### フィクション
トゥーラーンという名前はエイジ・オブ・コナン:ハイボリアン・アドベンチャーズの中において、空想上の土地として登場する。
リアルタイムストラテジーゲームであるホームワールドに登場するトゥーラン・レイダースはトゥーラーンより名前が採られている。

#### 名前
トゥーラーンドフト（ラテン文字: Turandot, Turandokht）はイランの女性名であり、ペルシア語でトゥーラーンの娘（دختر、ドフトル）を意味する。ジャコモ・プッチーニ作のオペラであるトゥーランドット（1921-24）はこの名前から採られている。
トゥーラーンという人名（トゥーラン、トゥラン）は中東地域で一般的に見られる名前であり、バーレーン、イラン、ボスニア・ヘルツェゴヴィナ、トルコなどで姓（家族名）として使用されている。
古代イラン神話においてトゥーラーンの人々の祖先とされるトゥーラージュ（Turaj）もまた一般的な名前であり、「闇の子孫」を意味する。イラン神話によると、トゥーラーンという名前はトゥーラージュの祖国に由来している。デフホダー辞書によると、パフラヴィー語におけるトゥーラージュの発音はトゥーズフである。同様に、広く用いられている名前イーラージュはシャー・ナーメにおいてトゥーラージュの兄弟とされている。トゥーラージュは又の名をザーラージュといい、これは金の息子を意味する。